# Xylotrupes macleayi
Xylotrupes macleayi är en skalbaggsart som beskrevs av Mountrouzier 1855. Xylotrupes macleayi ingår i släktet Xylotrupes och familjen Dynastidae.

## Underarter
Arten delas in i följande underarter:
- X. m. szekessyi
- X. m. asperulus